# Henry Cecil, Hầu tước thứ 1 xứ Exeter
Henry Cecil, Hầu tước thứ 1 xứ Exeter (14 tháng 3 năm 1754 – 1 tháng 5 năm 1804), được gọi là Henry Cecil từ 1754 đến 1793 và Bá tước xứ Exeter từ 1793 đến 1801, ông là một chính trị gia người Anh ngồi trong Hạ viện Anh từ năm 1774 đến 1790 và thừa kế tước phong Bá tước xứ Exeter đời thứ 9 vào năm 1793 thuộc Đẳng cấp quý tộc Anh từ bác của mình. Năm 1801, ông được phong Hầu tước xứ Exeter thuộc Đẳng cấp quý tộc Vương quốc Liên hiệp Anh.

## Xuất thân
Henry Cecil là con trai của Hon. Thomas Chambers Cecil, con trai thứ hai của Brownlow Cecil, Bá tước thứ 8 xứ Exeter. Thomas Chambers Cecil có một cuộc sống hoang phí, và mặc dù có thời gian là nghị sĩ nhưng ông buộc phải sống ở nước ngoài tại Bruxelles, nơi ông kết hôn với Charlotte Garnier, một phụ nữ không rõ nguồn gốc, được một số người cho là vũ công xứ Basque. Khi Henry được sinh ra vào năm 1754, ông là người thừa kế được cho là của người bác Brownlow Cecil, Bá tước thứ 9 xứ Exeter, và vì lý do này, từ bé ông đã được gửi đến Burghley House để được nuôi dưỡng. Anh theo học tại Eton College và St John's College, Cambridge.

## Sự nghiệp chính trị
Năm 1774, khi mới 20 tuổi, Cecil trở lại làm Thành viên Quốc hội của Hạt Stamford do gia đình kiểm soát, một ghế mà ông giữ cho đến năm 1790. Năm 1793, ông kế vị chú của mình là Bá tước thứ 10 xứ Exeter và vào Viện quý tộc Anh. Vào tháng 2 năm 1801, ông được phong Hầu tước xứ Exeter, thuộc Đẳng cấp quý tộc Vương quốc Liên hiệp Anh. Tuy nhiên, mặc dù Henry Cecil có nhiều lợi ích, nhưng không có tài liệu nào ghi lại rằng ông đã từng đóng góp nhiều cho Hạ viện hoặc Thượng viện.